# Moskog

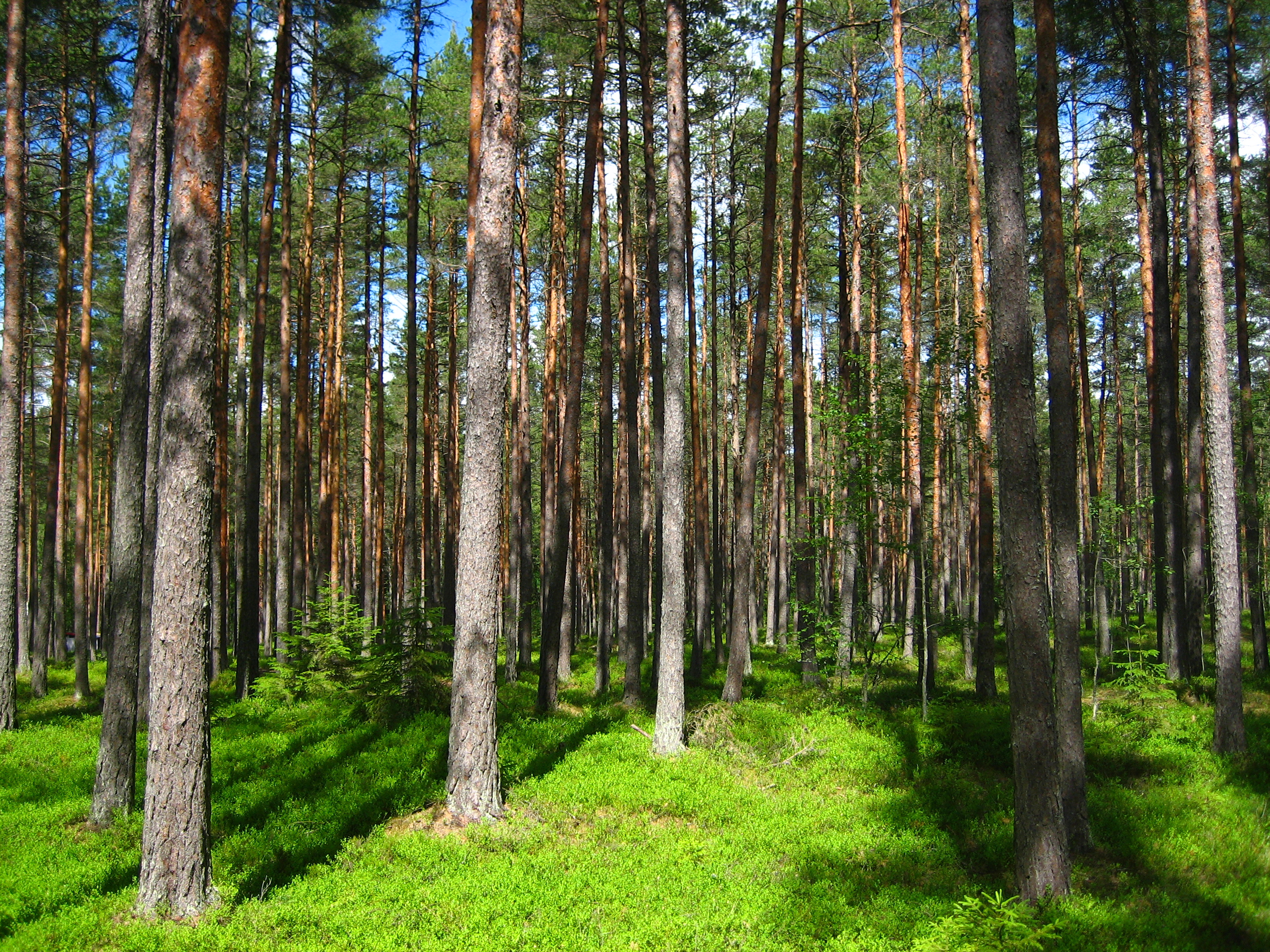
Torr mo av lingontyp i Satakunta.

Moskog är skog på podsoljord där det översta markskiktet består av förna och humus. Trädskiktet domineras i allmänhet av tall eller gran, men björk och andra lövträd kan också förekomma. Moskog (kangasmetsä) och lundskog (lehtometsä) är de två huvudtyperna i den finländska skogstypslära som utvecklades av A.K. Cajander. Nästan all skog i Finland räknas som moskog. I den  skogstypsklassificering som används inom skogsnäringen i Sverige motsvaras moskogen huvudsakligen av barrträdsdominerade ristyper men även lågörttyper. Botaniker kan i stället tala om hedskogar.

## Indelning

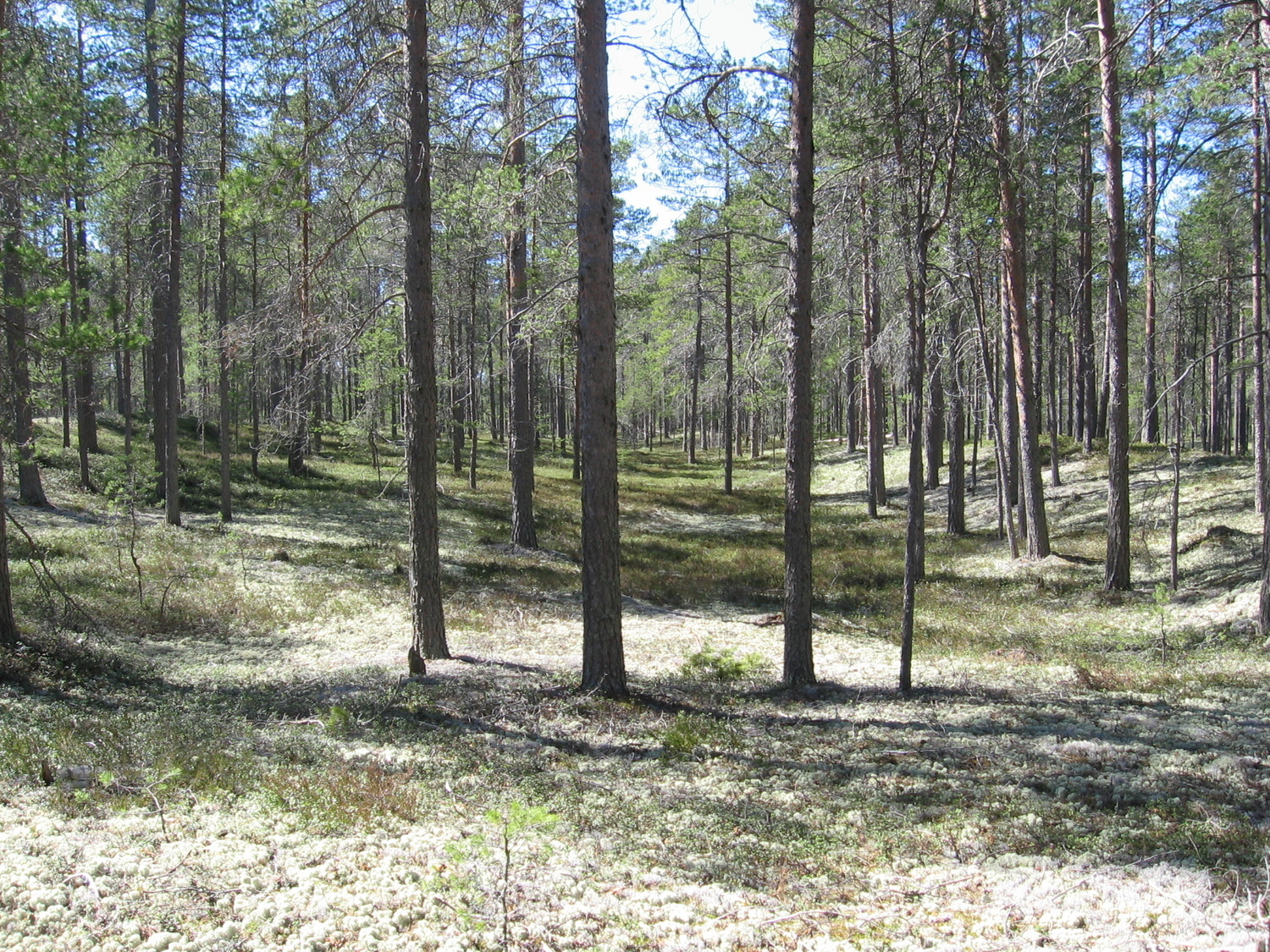
Lavmo på Karlö i Norra Österbotten.

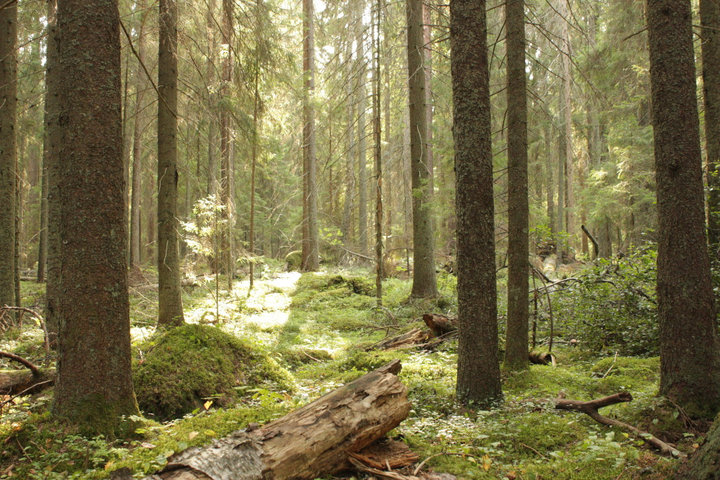
Frisk mo i Liesjärvi nationalpark i sydvästra Finland.

Moskogen indelas efter tillgången på näring och vatten i några olika huvudtyper, som i sin tur indelas i en mängd olika undertyper.

### Lavmo
Lavmo (karukkokangas) är den kargaste typen av momark. Tall är det enda trädslag som blir fullväxt på en lavmo. Bottenskiktet domineras helt av lavar, främst renlavar. I fältskiktet förekommer flera risarter såsom lingon och blåbär, men i förkrympt form. Lavmo är en sällsynt ståndortstyp. I norra Finland är mindre än en procent av skogsmarken lavmo; i södra Finland mindre än 1 promille.

### Karg mo
Karg mo (kuiva kangas) är något bördigare än lavmo, men även här är tallen det enda trädslag som trivs. I norr dominerar lavar i bottenskiktet, medan det i söder förekommer ungefär lika mycket mossor. Lavar förekommer tillsammans med mossor. Fältskiktet domineras av ris, exempelvis ljung, men kan också innehålla några arter av gräs och örter, som dock förekommer mycket glest. I norra Finland är omkring 10 % av skogsmarken karg mo, i södra Finland mindre än 3 %.

### Torr mo
Torr mo (kuivahko kangas) är även den en ståndort för tall, men gran och vårtbjörk kan förekomma som träd i mindre mängd samt asp, al, sälg, rönn och en som buskar. I bottenskiktet är väggmossa den dominerande arten, vanligen tillsammans med husmossa. Även renlavar förekommer, mer i norr än i söder. I fältskiktet finns ett flertal risarter såsom blåbär, skvattram, kråkbär och odon. I norra Finland utgörs nästan hälften av skogsmarken av torr mo, medan andelen i södra Finland är en dryg fjärdedel.

### Frisk mo
Frisk mo (tuore kangas) kan vara växtplats för flera olika trädslag – gran, tall, glasbjörk eller vårtbjörk. Detta präglar i sin tur artsammansättningen på marken. Vägg- och husmossa dominerar vanligen i bottenskiktet, i norr ibland tillsammans med lavar. Ett 15-tal olika arter av gräs och örter kan påträffas i fältskiktet. En, rönn och hallon förekommer sparsamt som buskar. Mellan 40 och 45 procent av skogsmarken i Finland är frisk mo; mer i söder än i norr.

### Lundartad mo
Lundartad mo (lehtomainen kangas) är den bördigaste motypen. Humuslagret liknar där mullen i en lundskog, men jordmånen har fortfarande podsolprofil. Trädskiktet domineras i allmänhet av gran, men det kan också vara vårtbjörk eller ibland tall. Hägg, rönn, sälg, al och asp kan här bli trädformiga. På marken växer framför allt olika arter av mossor tillsammans med örter som harsyra och blåbär. Denna ståndortstyp är vanligast i södra Finland, där en dryg femtedel av skogsmarken är lundartad mo. I norr utgör den bara ett par procent.